# Jean-Paul Vroom
Johannes Paulus (Jean-Paul) Vroom (Den Haag, 21 januari 1922 – Amsterdam, 29 maart 2006) was een Nederlands beeldend kunstenaar, vormgever en fotograaf.